# آربوست
آربوست (به انگلیسی: Orbost) یک منطقهٔ مسکونی در استرالیا است که در ویکتوریا (استرالیا) واقع شده‌است.